# Henrykowo (powiat średzki)
Henrykowo – wieś w Polsce, w województwie wielkopolskim, w powiecie średzkim, w gminie Środa Wielkopolska. Wchodzi w skład sołectwa Olszewo.
Do 2023 miejscowość była częścią wsi Olszewo.
W latach 1975–1998 Henrykowo należało administracyjnie do województwa poznańskiego.